# Yongjiang
De Yongjiang (Chinees:邕江; pinyin: Yǒng Jiang) is een rivier in China, gelegen in Nanning, Guangxi. De rivier mondt uit in de Yu, die uitmondt in de Zuid-Chinese Zee.